# Църнешево
Църнешево или Църнешово (на гръцки: Γαρέφι, Гарефи, катаревуса Γαρέφιον, Гарефион, до 1922 година Τσερνέσοβο, Цернесово, Τσερνέσοβον, Цернесовон) е село в Егейска Македония, Гърция, в дем Мъглен (Алмопия) на административна област Централна Македония.

## География
Църнешево е разположено в северната част на котловината Мъглен (Моглена), на 5 километра северно от демовия център Съботско (Аридеа), в южното подножие на планината Нидже. Селото се състои от две махали северната Горно (220 m) и южната Долно Църнешево (180 m), на гръцки – Ано и Като Гарефи.

## История

### В Османската империя
В XIX век Църнешево е село във Воденска каза на Османската империя. Горно Църнешево е българско християнско селище, а Долно – българско мюсюлманско. Гробищната църква „Успение Богородично“ е от 1810 година.
В „Етнография на вилаетите Адрианопол, Монастир и Салоника“, издадена в Константинопол в 1878 година и отразяваща статистиката на населението от 1873 година, Царничево (Tzarnichevo) е посочено като село във Воденска каза със 103 къщи и 164 жители българи и 296 помаци. Според Стефан Веркович към края на XIX век Църнешево (Царнеш) е смесено българо-християнско и българо-мохамеданско селище с мъжко население 326 души и 90 домакинства. Съгласно статистиката на Васил Кънчов („Македония. Етнография и статистика“) към 1900 година в Църнешево живеят 210 българи християни (съответно в Горно Църнешево) и 580 българи мохамедани (в Долно Църнешево).
Цялото християнско население на селото е под върховенството на Цариградската патриаршия. Според секретаря на Българската екзархия Димитър Мишев („La Macédoine et sa Population Chrétienne“) в 1905 година в Църнешово (Tzirnechovo) има 160 българи патриаршисти гъркомани и в селото има гръцко училище.
Екзархийската статистика за Воденската каза от 1912 година показва Горно Църнешево със 124 жители, а Долно със 740.
В 1909 година в Църнешево е открито българско училище.

### В Гърция
През Балканската война в 1912 година селото е окупирано от гръцки части и остава в Гърция след Междусъюзническата война в 1913 година. Боривое Милоевич пише в 1921 година („Южна Македония“), че Църнишево (Црнишево) има 49 къщи славяни християни и 171 къщи славяни мохамедани. В 1922 година селото е прекръстено на Гарефи на името на починалия в него гръцки андартски капитан Константинос Гарефис.
След Лозанския договор в 1924 година мюсюлманското население на Църнешево е изселено в Турция и в селото са настанени гърци бежанци. Според преброяването от 1928 година селото е смесено местно-бежанско с 24 бежански семейства и 103 души. Според други данни общо селото има 436 жители, от които 326 местни, жители на Горно, и 110 бежанци, жители на Долно Църнешево. Жителите на Горно Църнешево се изселват към големите градски центрове, но също така изкупуват имотите на бежанците от Долно. От 195 жителите на Долно Църнешево в 1940 година голяма част са местни. Според статистиката на Народоосвободителния фронт от 1947 година от 120 жители 80 са местни и 40 са бежанци.
Селото пострадва силно от Гражданската война в Гърция (1946 – 1949), когато жителите на Горно Църнешево са преселени от властите в Бахово и Съботско. След нормализирането на ситуацията се връщат. След войната бежанците от Долно Църнешево се изселват напълно и на тяхно място се заселват местни от Горно.
Селото произвежда пипер, тютюн, жито, десертно грозде а е развито и скотовъдството.
| Име          | Име             | Ново име     | Ново име     | Описание                                                            |
| ------------ | --------------- | ------------ | ------------ | ------------------------------------------------------------------- |
| Смарлика     | Σμαρλίκα        | Вромотопос   | Βρωμότοπος   | местност на С от Църнешево                                          |
| Ушите        | Ούιστε          | Авти         | Αύτί         | връх в Нидже на СЗ от Църнешево                                     |
| Чаири Мучил  | Τσαΐρια Μούτσιλ | Ливадия      | Λιβάδια      | връх в Нидже на СЗ от Църнешево и на С от Бахово (1883,3 m)         |
| Смреката     | Σμρέκατα        | Кедротопос   | Κεδρότοπος   | гора в Нидже на СЗ от Църнешево                                     |
| Такафак      | Τακαφάκι        | Плая         | Πλαγιά       | връх в Нидже на СЗ от Църнешево                                     |
| Крушите      | Γκροΰστε        | Ахладиес     | Άχλαδιές     | връх в Нидже на СЗ от Църнешево                                     |
| Голомбарка   | Γκολομπάρκα     | Перистериона | Περιστεριώνα |                                                                     |
| Круша        | Κροϋσα          | Ахладия      | Άχλαδιά      | връх в Нидже на СЗ от Църнешево                                     |
| Шилегарникот | Σιλιγκράρνικουτ | Филакес      | Φύλακες      | връх в Нидже на СЗ от Църнешево                                     |
| Плочка       | Πλότσκα         | Плакаки      | Πλακάκι      | връх в Нидже на СЗ от Църнешево (1084,1 m)                          |
| Богданица    | Μπουγντάνιτσα   | Панагица     | Παναγίτσα    | местност в Нидже на СЗ от Църнешево, на И под граничния връх Камила |

Църнешево
| Година    | 1913 | 1920 | 1928 | 1940 | 1951 | 1961 | 1971 | 1981 | 1991 | 2001 | 2011 | 2021 |
| --------- | ---- | ---- | ---- | ---- | ---- | ---- | ---- | ---- | ---- | ---- | ---- | ---- |
| Население | 1075 | 1015 | 426  |      |      |      |      |      |      | 736  | 663  | 625  |

Горно Църнешево
| Година    | 1913 | 1920 | 1928 | 1940 | 1951 | 1961 | 1971 | 1981 | 1991 | 2001 | 2011 | 2021 |
| --------- | ---- | ---- | ---- | ---- | ---- | ---- | ---- | ---- | ---- | ---- | ---- | ---- |
| Население |      |      |      | 513  | 485  | 463  | 405  | 363  | 338  |      |      |      |

Долно Църнешево
| Година    | 1913 | 1920 | 1928 | 1940 | 1951 | 1961 | 1971 | 1981 | 1991 | 2001 | 2011 | 2021 |
| --------- | ---- | ---- | ---- | ---- | ---- | ---- | ---- | ---- | ---- | ---- | ---- | ---- |
| Население |      |      |      | 195  | 114  | 248  | 316  | 321  | 385  |      |      |      |

## Личности
Родени в Църнешево
- Георги Марков (Γεώργιος Μάρκου), гръцки андартски деец[14]
- Константин Младенов[15] или Милтиадов[14] (Κωνσταντίνος Μλαδένης, Μιλτιάδης), гръцки андартски деец, със синовете си Христо, Георги и Пандели организира селската гъркоманска чета;[15] според други сведения са от Габровци[14]
- Христо Анастасов (Χρήστος Αναστασίου), гръцки андартски деец, подпомага четите на Сорбас, Емануил Скундрис, Спирос Франгопулос и Христос Карапанос, участва в битки в Саракиново, Поляни и Слатина, където са активни български войводи Мице, Тусехли и Тома[15][14]
- Христо Младенов (Παπα-Χρήστος Μιλτιάδης), гръцки андартски деец, син на Константин Младенов, куриер и шпионин на пропагандата[15]

Починали в Църнешево
- Константинос Гарефис (1874 – 1906), гръцки андартски капитан